# 秃发俱延
秃发俱延（?—?），南凉宗室，河西鲜卑秃发思复鞬的兒子，是南凉国王秃发乌孤、秃发利鹿孤、秃发傉檀的兄弟。其子秃发覆龙。
400年，乞伏乾归向秃发利鹿孤请求投降。秃发利鹿孤用贵宾的礼节对待。镇北将军秃发俱延对秃发利鹿孤说道：“乞伏乾归本是我们的附庸，趁乱称王。现在途穷归附，绝不是真心。如果他再逃去归附姚秦，一定会成我们的祸患。不如迁移他们到乙弗一带，让其无法逃跑。”秃发利鹿孤不同意。
401年，秃发利鹿孤派张松侯秃发俱延，兴城侯秃发文支，领一万骑兵袭击沮渠蒙逊，抓获了沮渠蒙逊的堂弟沮渠鄯善苟子，并虏掠了北凉百姓六千多户。沮渠蒙逊拍堂叔沮渠孔遮到南凉朝见秃发利鹿孤，秃发利鹿孤这才召秃发俱延收兵回来。进攻后秦驻守的魏安焦朗因为后凉安定公吕超进攻，向南凉河西王秃发利鹿孤求救，秃发利鹿弧派遣车骑将军秃发傉檀救援。秃发傉檀赶到时，吕超已带兵退走，焦朗紧闭城门，拒绝迎接秃发傉檀进城，秃发傉檀大怒，打算进攻魏安城。被镇北将军秃发俱延劝阻。秃发傉檀与焦朗和好结盟。秃发傉檀进攻后凉，吕隆假装要和秃发傉檀交好。秃发傉檀派秃发俱延进城结盟。秃发俱延怀疑后凉设有埋伏，于是捣毁了一处花园墙壁进入园中。吕超设下的伏兵向他偷袭，秃发俱延失去了战马，只好步行逃走，凌江将军郭阻奋战，抵挡后凉伏兵，秃发俱延才得免一死。
408年，秃发傉檀派镇北大将军秃发俱延、镇军将军秃发敬归等联合进攻，后秦军队大败，被斩首的有七千多人。姚弼坚守堡垒，不出来交战，秃发傉檀没有攻克。十一月，南凉秃发傉檀重新自称凉王，改年号为嘉平，设置文武百官。册立折掘王后，封嫡长子秃发虎台为太子、录尚书事。任命昌松侯秃发俱延为太尉。410年，秃发傉檀派左将军枯木等带兵讨伐沮渠蒙逊，掳掠了临松百姓一千多户。沮渠蒙逊讨伐南凉至显美，掳掠了几千户百姓。南凉太尉秃发俱延讨伐沮渠蒙逊，却被打得大败而归。413年，沮渠蒙逊讨伐南凉，秃发傉檀把太尉秃发俱延交给他作为人质，沮渠蒙逊才撤军。